# Monastère des dominicaines d'Estavayer
Le monastère des dominicaines d'Estavayer, est un monastère de moniales contemplatives dominicaines situé sur le territoire de la commune fribourgeoise d'Estavayer-le-Lac, en Suisse. Situé sur le rempart de la vieille ville, il est fondé en 1316 et est placé sous le patronage de Notre-Dame de l'Assomption. Il appartient au diocèse de Lausanne, Genève et Fribourg. Il est rattaché à l'Ordre des Prêcheurs. Une communauté y vit et prie sans interruption depuis sept siècles.

## Histoire

### De Lausanne à Estavayer-le-Lac
Le monastère est fondé vers 1280 par le chanoine Bovon Psautier au bord de la Vuachère dans le quartier de Chissiez à Lausanne, alors nommé Eschisiacum. Néanmoins, le monastère est assez isolé et en raison du danger qu'il encourt, les sœurs décident de se déplacer à Estavayer-le-Lac en 1316. Une partie de la communauté refuse néanmoins de déménager et ne rejoindra l'autre partie de la communauté que vers 1331.

### Les premiers siècles
La vie des moniales des premiers siècles est peu connue, à part pour la gestion du temporel, car les sœurs durent maintes fois se battre pour faire respecter leurs droits au cours de différents procès. Au cours du XVe siècle, le monastère a reçu deux visites importantes. La première, en 1404, est celle de Vincent Ferrier : les prédications qu'il fit aux moniales, au clergé et au peuple d'Estavayer ont été éditées. En 1425, c'est Colette de Corbie qui passe à Estavayer en se rendant à Orbe alors qu'elle visite et réforme les communautés de clarisses. C'est la période au cours de laquelle Humbert de Savoie, dit « le Bâtard de Savoie », au retour de sa captivité turque, exerça sa générosité envers le monastère : il fit notamment construire le sanctuaire actuel, ainsi que la chapelle attenante, destinée à être sa chapelle funéraire. Il y fut inhumé en 1443. En 1475, la ville d'Estavayer fut mise à sac par les Bernois et le monastère donna refuge à une partie des bourgeois de la ville.

### Reconstructions
En 1599, une partie des bâtiments conventuels s'effondra, heureusement sans faire de victimes car les sœurs étaient toutes dans l'église pour la prière nocturne. La situation financière de la communauté ne permit pas une reconstruction durable des bâtiments. À partir de 1620, de nombreuses jeunes filles de familles nobles de Fribourg entrèrent au monastère et la situation financière s'améliora quelque peu, quoique toujours insuffisamment. Ce fut un moment de grande spiritualité : les sœurs instaurèrent la clôture dans le monastère et certaines furent l'objet de biographies dans des ouvrages dominicains. C'est aussi à ce moment que les Confréries du Rosaire liées au monastère connurent un grand essor. De 1687 à 1735, les bâtiments conventuels furent reconstruits en plusieurs phases successives. En 1704, les sœurs reprennent la vie commune, c'est-à-dire la mise en commun de tous leurs biens.
En 1775, saint Benoît-Joseph Labre passa à Estavayer et donna une petite statuette de la Vierge aux moniales pour les remercier de leur accueil. Cette statuette est toujours en possession de la communauté.
En 1788, le monastère passa sous la juridiction de l'évêque de Lausanne dans des circonstances assez douloureuses, les aumôniers étant désormais des prêtres séculiers et non plus des dominicains. Puis la Révolution française amena son lot de turbulence, car il fallut accueillir des religieuses chassées de leur couvent, aider de nombreux prêtres réfractaires en difficulté et même héberger quelques nobles dames qui n'avaient pas fait vœu de silence. Il fallut plusieurs dizaines d'années pour rétablir l'observance qui avait beaucoup souffert du contexte politique difficile. Les sœurs y furent notamment encouragées par la visite en 1842 du Père Henri-Dominique Lacordaire, restaurateur de l'Ordre dominicain en France et par une prédiction en 1857 du saint curé d’Ars: "Le monastère subsistera encore longtemps et fera beaucoup de bien." Ce n'est qu'en 1876 que les moniales vont retrouver des aumôniers dominicains.
Une chronologie interactive de l'histoire du monastère est disponible sur le site de la communauté.

### Les historiens du monastère
En 1913, le Père Adrien Daubigney fournit un travail colossal et inventoria la totalité des archives et publia en 1913 son livre " Six siècles d'existence, le Monastère d'Estavayer de l'Ordre de saint Dominique". Ce livre très dense fait encore autorité aujourd'hui mais ne prend en compte que les sources internes. Il est heureusement complété par l'inventaire systématique de Romain Jurot pour Helvetia Sacra.
Un livre collectif par des moniales et des historiens, "Les dominicaines d'Estavayer - 1316-2016 - Fenêtres sur une histoire" retraçant les 700 ans du monastère, est paru à l'occasion du jubilé. Un colloque universitaire et diverses publications et conférences sur le monastère auront lieu en 2016/2017. En 2020 est prévue la publication d'un livre sur les monuments d'Estavayer-le-Lac par Daniel de Raemy, historien du service des biens culturels de Fribourg. Une partie en sera consacrée à l'histoire architecturale et patrimoniale du monastère.

## Église

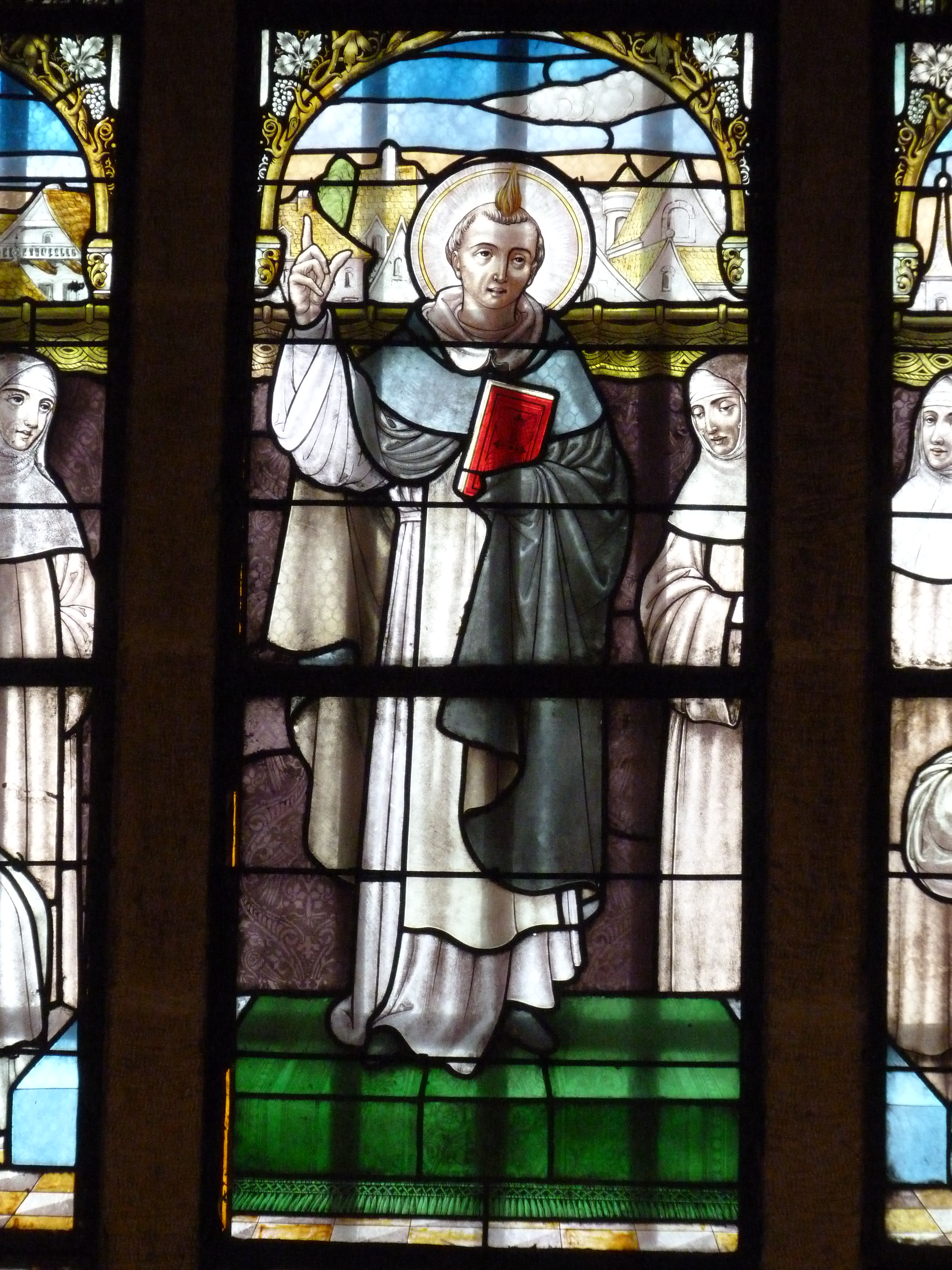
Vitrail de l'église du monastère représentant la visite de saint Vincent Ferrier et sa prédication aux moniales.

Le sanctuaire du XVe siècle a été construit en pierre grise de la Molière par la générosité d'Humbert de Savoie. On voit aussi des grilles à ses armoiries qui clôturent ce qui fut sa chapelle funéraire. L'église à trois nefs voutées fut reconstruite en 1697-1699 en pierre jaune de Neuchâtel. Une série de vitraux de l'atelier Camille Ganton de Gand en Belgique siècle retrace l'histoire du monastère. Ils ont été réalisés en 1904 lors de la restauration de l'église par le Père Gonsalve Barthier, dominicain. Par ailleurs, l'église contient plusieurs œuvres d'art remarquables inventoriés par la Société d'histoire de l'art en Suisse
- Le triptyque de la Nativité sorti de l'atelier du sculpteur Hans Geiler en 1527. Outre les panneaux latéraux représentant les scènes de la Nativité, il montre la Vierge de l'Apocalypse, saint Dominique et saint Thomas d'Aquin. Il a été commandé par sœur Maurice de Blonay, sœur de ce monastère, et son cousin Claude d'Estavayer, évêque de Belley, qui se sont fait représenter sur les panneaux arrière[15]. Le triptyque a été exposé au Musée d'art et d'histoire de Fribourg après restauration. Depuis 2020, il est de retour à Estavayer dans le sanctuaire, protégé par un meuble vitré qui le préserve des variations de température et d'humidité.
- L'arbre généalogique (huile sur toile par J. Rolbels 1675) représente un motif classique de l'iconographie : une famille religieuse représentée sous forme d’arbre généalogique avec le fondateur à sa base. Il s'agit ici de saint Dominique de Guzman et de l'Ordre des Prêcheurs qu'il a fondé, aussi appelé ordre dominicain.
- Deux tableaux provenant de retables d'anciens autels latéraux de l'église proviennent de l'atelier de Claude-Adrien Balanche-Richarde, peintre de Morteau, vers 1700 et témoignent de l’importance des échanges artistiques entre Estavayer et la Franche-Comté. L'un représente le Christ tombant sous le poids de la croix et porte en médaillon saint Raymond de Peñafort, dominicain et l'autre le Retour d'Égypte, ou la double Trinité. Il s'agit d'une iconographie très caractéristique de la Contre-Réforme, qui a énormément développé le culte de la Sainte Famille.
- Le grand Christ en bois noir de la nef provient de l'ancienne abbaye de Jumièges.
- Les deux vitraux du sanctuaire, réalisés en 1975, sont l’œuvre de l’artiste fribourgeois Bernard Schorderet .
- Le tabernacle porte des émaux du Bordelais Raymond Mirande représentant les disciples d'Emmaüs.
- Une chronologie des saints dominicains dans les œuvres d'art du monastère est consultable en ligne[16].

## Vie des moniales aujourd'hui

### La communauté
Au 1er juillet 2020, la communauté compte 11 sœurs, dont 2 suissesses, 2 franco-suisses et 7 françaises ; 10 de ces sœurs sont moniales et une sœur apostolique partage la vie de la communauté,. Aujourd'hui comme hier, leur journée est partagée entre la prière, l'étude et le travail. Un frère dominicain de la Province de Suisse célèbre l'eucharistie quotidienne.

### Offices religieux
Depuis le XIVe siècle, hier comme aujourd'hui, la vie de la communauté est centrée sur la prière personnelle et liturgique, le tout représentant environ cinq heures par jour. L'office divin, basé sur la prière des psaumes et la Parole de Dieu, scande la journée, matin, midi et soir.
- Laudes à 6h30, le dimanche à 7h 15
- Chapelet et office du milieu du jour à 11h 30
- Vêpres à 17h 30 – Complies et Vigiles à 20h 15.
- Eucharistie à 7h 30 en semaine et à 11h le dimanche en français et grégorien.

### Hôtellerie monastique
En 1997, la communauté transforme une de ses granges en centre d'accueil qu'elle nomme la Source. Ce centre, d'une capacité de 70 personnes, permet un service d'hôtellerie pour retraitants ainsi que pour des séjours à vocation spirituelle, culturelle, ou autre. Plusieurs formules sont proposées, de l'autogestion à la pension complète.

### Autres activités
La communauté se finance par la vente de produits artisanaux de sa confection, notamment la production de savons naturels et de soins cosmétiques naturels. Afin d'entretenir les bâtiments, qui sont classés biens culturel d'importance nationale, des ventes de plus grande ampleur ont lieu occasionnellement,.
La communauté célèbre en 2016-2017 le jubilé des 700 ans de présence à Estavayer,. Célébrations liturgiques, conférences et journées portes ouvertes se succèdent,. Le programme détaillé est disponible sur l'agenda de la communauté.